# NASCAR Sprint Cup Series de 2012

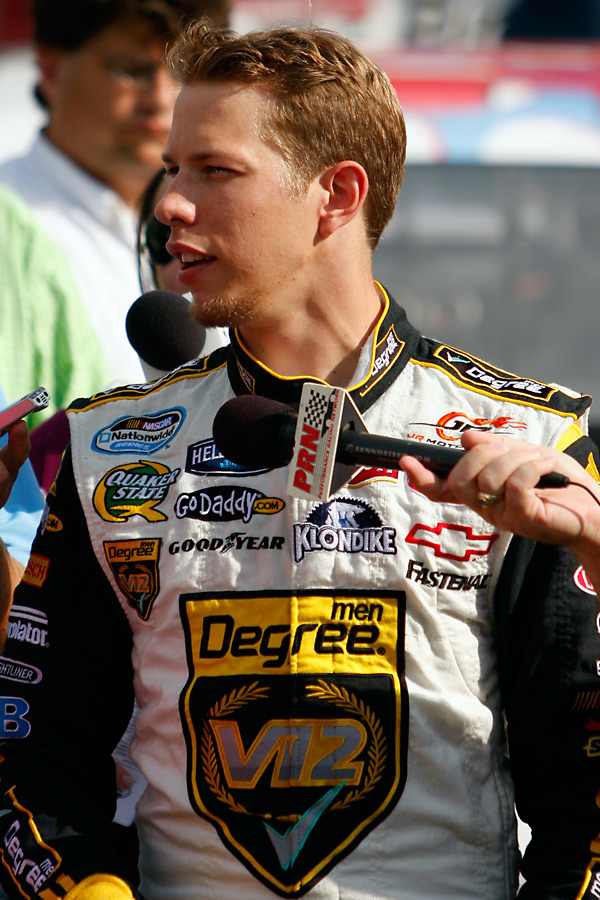
Brad Keselowski, campeão da temporada.

A Temporada da NASCAR Sprint Cup Series de 2012 foi a 64º edição da Nascar, com 36 etapas disputadas o campeão foi Brad Keselowski.

## Calendário
| N.                         | Data         | Corrida                          | Circuito                        | Vencedor           | Segundo            | Terceiro           |
| -------------------------- | ------------ | -------------------------------- | ------------------------------- | ------------------ | ------------------ | ------------------ |
| 1                          | 27 februari  | Daytona 500                      | Daytona International Speedway  | Matt Kenseth       | Dale Earnhardt Jr. | Greg Biffle        |
| 2                          | 4 maart      | Subway Fresh Fit 500             | Phoenix International Raceway   | Denny Hamlin       | Kevin Harvick      | Greg Biffle        |
| 3                          | 11 maart     | Kobalt Tools 400                 | Las Vegas Motor Speedway        | Tony Stewart       | Jimmie Johnson     | Greg Biffle        |
| 4                          | 18 maart     | Food City 500                    | Bristol Motor Speedway          | Brad Keselowski    | Matt Kenseth       | Martin Truex Jr.   |
| 5                          | 25 maart     | Auto Club 400                    | Auto Club Speedway              | Tony Stewart       | Kyle Busch         | Dale Earnhardt Jr. |
| 6                          | 1 april      | Goody's Fast Pain Relief 500     | Martinsville Speedway           | Ryan Newman        | Dale Earnhardt Jr. | A.J. Allmendinger  |
| 7                          | 14 april     | Samsung Mobile 500               | Texas Motor Speedway            | Greg Biffle        | Jimmie Johnson     | Mark Martin        |
| 8                          | 22 april     | STP 400                          | Kansas Speedway                 | Denny Hamlin       | Martin Truex Jr.   | Jimmie Johnson     |
| 9                          | 28 april     | Capital City 400                 | Richmond International Raceway  | Kyle Busch         | Dale Earnhardt Jr. | Tony Stewart       |
| 10                         | 6 mei        | Aaron's 499                      | Talladega Superspeedway         | Brad Keselowski    | Kyle Busch         | Matt Kenseth       |
| 11                         | 12 mei       | Southern 500                     | Darlington Raceway              | Jimmie Johnson     | Denny Hamlin       | Tony Stewart       |
| 12                         | 27 mei       | Coca-Cola 600                    | Charlotte Motor Speedway        | Kasey Kahne        | Denny Hamlin       | Kyle Busch         |
| 13                         | 3 juni       | FedEx 400                        | Dover International Speedway    | Jimmie Johnson     | Kevin Harvick      | Matt Kenseth       |
| 14                         | 10 juni      | Pocono 400                       | Pocono Raceway                  | Joey Logano        | Mark Martin        | Tony Stewart       |
| 15                         | 17 juni      | Quicken Loans 400                | Michigan International Speedway | Dale Earnhardt Jr. | Tony Stewart       | Matt Kenseth       |
| 16                         | 24 juni      | Toyota/Save Mart 350             | Infineon Raceway                | Clint Bowyer       | Tony Stewart       | Kurt Busch         |
| 17                         | 30 juni      | Quaker State 400                 | Kentucky Speedway               | Brad Keselowski    | Kasey Kahne        | Denny Hamlin       |
| 18                         | 7 juli       | Coke Zero 400                    | Daytona International Speedway  | Tony Stewart       | Jeff Burton        | Matt Kenseth       |
| 19                         | 15 juli      | Lenox Industrial Tools 301       | New Hampshire Motor Speedway    | Kasey Kahne        | Denny Hamlin       | Clint Bowyer       |
| 20                         | 29 juli      | Brickyard 400                    | Indianapolis Motor Speedway     | Jimmie Johnson     | Kyle Busch         | Greg Biffle        |
| 21                         | 5 augustus   | Pennsylvania 400                 | Pocono Raceway                  | Jeff Gordon        | Kasey Kahne        | Martin Truex Jr.   |
| 22                         | 12 augustus  | Finger Lakes 355 at The Glen     | Watkins Glen International      | Marcos Ambrose     | Brad Keselowski    | Jimmie Johnson     |
| 23                         | 19 augustus  | Pure Michigan 400                | Michigan International Speedway | Greg Biffle        | Brad Keselowski    | Kasey Kahne        |
| 24                         | 25 augustus  | Irwin Tools Night Race           | Bristol Motor Speedway          | Denny Hamlin       | Jimmie Johnson     | Jeff Gordon        |
| 25                         | 2 september  | AdvoCare 500                     | Atlanta Motor Speedway          | Denny Hamlin       | Jeff Gordon        | Brad Keselowski    |
| 26                         | 8 september  | Federated Auto Parts 400         | Richmond International Raceway  | Clint Bowyer       | Jeff Gordon        | Mark Martin        |
| Chase for the Championship |              |                                  |                                 |                    |                    |                    |
| 27                         | 16 september | Geico 400                        | Chicagoland Speedway            | Brad Keselowski    | Jimmie Johnson     | Kasey Kahne        |
| 28                         | 23 september | Sylvania 300                     | New Hampshire Motor Speedway    | Denny Hamlin       | Jimmie Johnson     | Jeff Gordon        |
| 29                         | 30 september | AAA 400                          | Dover International Speedway    | Brad Keselowski    | Jeff Gordon        | Mark Martin        |
| 30                         | 7 oktober    | Good Sam Roadside Assistance 500 | Talladega Superspeedway         | Matt Kenseth       | Jeff Gordon        | Kyle Busch         |
| 31                         | 13 oktober   | Bank of America 500              | Charlotte Motor Speedway        | Clint Bowyer       | Denny Hamlin       | Jimmie Johnson     |
| 32                         | 21 oktober   | Hollywood Casino 400             | Kansas Speedway                 | Matt Kenseth       | Martin Truex Jr.   | Paul Menard        |
| 33                         | 28 oktober   | TUMS Fast Relief 500             | Martinsville Speedway           | Jimmie Johnson     | Kyle Busch         | Kasey Kahne        |
| 34                         | 4 novemver   | AAA Texas 500                    | Texas Motor Speedway            | Jimmie Johnson     | Brad Keselowski    | Kyle Busch         |
| 35                         | 11 november  | AdvoCare 500                     | Phoenix International Raceway   | Kevin Harvick      | Denny Hamlin       | Kyle Busch         |
| 36                         | 18 november  | Ford EcoBoost 400                | Homestead-Miami Speedway        | Jeff Gordon        | Clint Bowyer       | Ryan Newman        |

## Classificação final - Top 12
[[Bestand:Brad Keselowski, 2012 Kobalt Tools 400.jpg|thumb|O campeão, Brad Keselowski na Kobalt Tools 400 circuito de Las Vegas Motor Speedway.]]
| '  | Piloto             | Time                     | Auto      | V | Ptn  |
| -- | ------------------ | ------------------------ | --------- | - | ---- |
| 1  | Brad Keselowski    | Penske Racing            | Dodge     | 5 | 2400 |
| 2  | Clint Bowyer       | Michael Waltrip Racing   | Toyota    | 3 | 2361 |
| 3  | Jimmie Johnson     | Hendrick Motorsports     | Chevrolet | 5 | 2360 |
| 4  | Kasey Kahne        | Hendrick Motorsports     | Chevrolet | 2 | 2345 |
| 5  | Greg Biffle        | Roush Fenway Racing      | Ford      | 2 | 2332 |
| 6  | Denny Hamlin       | Joe Gibbs Racing         | Toyota    | 5 | 2329 |
| 7  | Matt Kenseth       | Roush Fenway Racing      | Ford      | 3 | 2324 |
| 8  | Kevin Harvick      | Richard Childress Racing | Chevrolet | 1 | 2321 |
| 9  | Tony Stewart       | Stewart Haas Racing      | Chevrolet | 3 | 2311 |
| 10 | Jeff Gordon        | Hendrick Motorsports     | Chevrolet | 2 | 2303 |
| 11 | Martin Truex Jr.   | Michael Waltrip Racing   | Toyota    | 0 | 2299 |
| 12 | Dale Earnhardt Jr. | Hendrick Motorsports     | Chevrolet | 1 | 2245 |